# Американские копьеголовые змеи
Американские копьеголовые змеи, или ботропсы, (лат. Bothrops) — род змей из семейства гадюковых, обитающих в Новом Свете.

## Описание
Общая длина представителей этого рода колеблется от 70 см до 2,5 м. Голова небольшая, вытянутая с заострённым ростральным щитком. Туловище стройное, коренастое. Верхнегубных щитков — 7—9, брюшных щитков — 139—240. По середине туловища проходит 21—29 рядов чешуи. Окраска в основном коричневая, серая, зеленоватая.

## Образ жизни
Населяют низины, горные леса, прибрежные равнины. Встречаются на высотах до 2500 м над уровнем моря. Активны ночью, лишь некоторые виды днём и только в пасмурную или дождливую погоду. Многие виды вибрируют хвостом при беспокойстве. 
Питаются грызунами, ящерицами, земноводными.

## Ядовитость
Несмотря на то, что в основном это неагрессивные змеи, на представителей рода приходится большинство человеческих смертей в Южной Америке. Укус вызывает немедленную жгучую боль, головокружение, тошноту, рвоту, потливость, головную боль, обширную опухоль укушенной конечности, геморрагические пузыри, местный некроз, кровотечение из носа и дёсен, экхимоз, эритему, гипотонию, тахикардию, внутримозговое кровоизлияние и почечную недостаточность. На месте укуса обычно наблюдается некоторое осветление кожи, а на теле или конечностях может появиться сыпь. В целом смерть является результатом гипотонии. Без лечения уровень смертности оценивается примерно в 7%, при лечении снижается до 0,5-3%.

## Размножение
Это яйцеживородящие змеи.

## Распространение
Ареал распространяется от северо-востока Мексики (штат Тамаулипас) на юг через Центральную и Южную Америку до Аргентины. Также, охватывает  острова Сент-Люсия и Мартиника на Малых Антильских островах,  Кеймада-Гранди у берегов Бразилии. Кайсака встречается на острове Тринидад в южной части Карибского бассейна у восточного побережья Венесуэлы.

## Классификация
На декабрь 2021 года в род включают 46 видов:
- Bothrops alcatraz (Marques, Martins & Sazima, 2002)
- Bothrops alternatus (Duméril, Bibron & Duméril, 1854) — Полулунный ботропс, или уруту
- Bothrops ammodytoides (Leybold, 1873) — Курносый ботропс
- Bothrops asper (Garman, 1883)
- Bothrops atrox (Linnaeus, 1758) — Кайсака, или лабария
- Bothrops ayerbei Folleco-Fernández, 2010
- Bothrops barnetti Parker, 1938 — Ботропс Барнетта
- Bothrops bilineatus (Wied, 1825) — Зелёная жарарака
- Bothrops brazili Amaral, 1923 — Ботропс Брезила
- Bothrops caribbaeus (Garman, 1887) — Карибский ботропс
- Bothrops chloromelas (Boulenger, 1912)
- Bothrops cotiara (Gomes, 1913) — Котиара, или чёрная жарарака
- Bothrops diporus (Cope, 1862)
- Bothrops erythromelas (Amaral, 1923)
- Bothrops fonsecai (Hoge & Belluomini, 1959)
- Bothrops insularis (Amaral, 1921) — Островной ботропс
- Bothrops itapetiningae (Boulenger, 1907) — Котиарина
- Bothrops jararaca (Wied, 1824) — Обыкновенная жарарака
- Bothrops jararacussu Lacerda, 1884 — Жараракусу
- Bothrops jonathani (Harvey, 1994)
- Bothrops lanceolatus (Bonnaterre, 1790) — Мартиникский ботропс
- Bothrops leucurus Wagler, 1824
- Bothrops lutzi (Miranda-Ribeiro, 1915)
- Bothrops marajoensis Hoge, 1966
- Bothrops marmoratus Da Silva & Rodrigues, 2008
- Bothrops matogrossensis (Amaral, 1925)
- Bothrops medusa (Sternfeld, 1920) — Ботропс-медуза
- Bothrops monsignifer Timms et al., 2019
- Bothrops moojeni Hoge, 1966 — Ботропс Моойёны
- Bothrops muriciensis Ferrarezzi & Freire, 2001
- Bothrops neuwiedi (Wagler, 1824) — Пятнистая жарарака
- Bothrops oligobalius Dal Vechio et al., 2021
- Bothrops oligolepis (Werner, 1901) — Боливийский ботропс
- Bothrops osbornei Freire-Lascano, 1991
- Bothrops otavioi Barbo et al., 2012
- Bothrops pauloensis (Amaral, 1925)
- Bothrops pictus (Tschudi, 1845)
- Bothrops pirajai Amaral, 1923
- Bothrops pubescens (Cope, 1870)
- Bothrops pulcher (Peters, 1862)
- Bothrops punctatus (Garcia, 1896)
- Bothrops sanctaecrucis Hoge, 1966
- Bothrops sazimai Barbo et al., 2016
- Bothrops sonene Carrasco et al., 2019
- Bothrops taeniatus Wagler, 1824
- Bothrops venezuelensis Sandner-Montilla, 1952

## Галерея
- Зелёная жарарака
- Полулунный ботропс
- Ботропс Брезила
- Островной ботропс
- Ботропс Моойёны
- Венесуэльский ботропс